# ФК Рединг
ФК Рединг (енгл. Reading Football Club) је енглески фудбалски клуб из Рединга. Тренутно се такмичи у Првој фудбалској лиги Енглеске, након што је у сезони 2022/23. испао из Чемпионшипа.
Основан је 1871. године и спада у најстарије фудбалске клубове у Енглеској, али се није придружио Фудбалској лиги све до 1920, а у највишем рангу је заиграо по први пут у својој историји тек у сезони 2006/07.
Дом Рединга од 1896. је био Елм парк, а клуб је 1998. прешао на нови стадион Мадејски, који носи име по председнику клуба Сер Џону Мадејском.
Клуб држи рекорд за највише узастопних победа на почетку првенства, са укупно 13 победа на старту сезоне 1985/86. у Трећој лиги, а са 106 бодова у сезони 2005/06. Чемпионшипа држи рекорд за највише освојених бодова у једној сезони професионалних енглеских лига.
У свом првом учешћу у највишем рангу Рединг је остварио и најбољи лигашки пласман у историји, клуб је у сезони 2006/07. заузео осмо место у Премијер лиги. Клуб има две титуле Чемпионшипа (2006, 2012).

## Успеси

### Лигашки
- Чемпионшип:

Првак (2): 2005/06, 2011/12.
Вицепрвак (1): 1994/95.
- Трећа лига Енглеске:

Првак (3): 1925/26, 1985/86, 1993/94.
Вицепрвак (5): 1931/32, 1934/35, 1948/49, 1951/52, 2001/02.
- Најбољи лигашки пласман:

Премијер лига 2006/07., 8. место

### Куп
- Фул мемберс куп:

Освајач (1): 1988.
- Лондонски ратни куп:

Освајач (1): 1940/41.
- ФА куп:

Полуфинале (1): 1926/27.
Четвртфинале (1): 2010/11.
- Лига куп Енглеске:

Четвртфинале (2): 1995/96, 1997/98.

## Стадион
Клуб је у својих првих 20 година користио више терена за одигравање утакмица, а 1896. се скућио на Елм парку, чију изградњу су већим делом финансирали симпатизери клуба.
Тејлоров извештај из 1994. је препоручивао да сви стадиони у највише две лиге испуњавају највише безбедносне стандарде и да све трибине буду покривене седиштима, па је Рединг почео са плановима за изградњу новог стадиона јер је реновирање Елм парка било непрактично. Елм парк је срушен исте године кад је отворен нови стадион, а на његовом месту је изграђено стамбено насеље.
Нови дом Рединга, стадион Мадејски, је званично отворен 22. августа 1998. утакмицом против Лутон тауна (3:0), а историјски први гол је постигао Грант Бребнер. Укупан капацитет Мадејског је 24.161 седећих места. Изградња стадиона је коштала око 50 милиона фунти. Стадион поред Рединга користи и рагби јунион клуб Лондон ајриш (London Irish).

## Тренутни састав
Од 26. септембра 2021.
| Бр. |                 | Позиција | Играч               |
| --- | --------------- | -------- | ------------------- |
| 3   | Енглеска        | О        | Том Холмс           |
| 4   | Енглеска        | О        | Мајкл Морисон       |
| 5   | Шкотска         | О        | Том Макинтајер      |
| 6   | Јамајка         | О        | Лајам Мур (капитен) |
| 7   | Хрватска        | С        | Ален Халиловић      |
| 8   | Енглеска        | С        | Енди Рајномхота     |
| 10  | Енглеска        | С        | Џон Свифт           |
| 11  | Обала Слоноваче | Н        | Јаку Меите          |
| 14  | Енглеска        | С        | Овие Ејџариа        |
| 15  | Енглеска        | С        | Дани Дриквотер      |
| 16  | Србија          | С        | Деjан Тетек         |

| Бр. |             | Позиција | Играч           |
| --- | ----------- | -------- | --------------- |
| 17  | Гана        | О        | Енди Јиадом     |
| 18  | Португалија | Н        | Лукаш Жоао      |
| 19  | Нигерија    | С        | Том Дели-Баширу |
| 20  | Бразил      | С        | Фелипе Араруна  |
| 21  | Гана        | О        | Баба Рахман     |
| 22  | Енглеска    | Г        | Лук Саутвуд     |
| 23  | Канада      | С        | Џуниор Хојлет   |
| 24  | Енглеска    | О        | Скот Дан        |
| 28  | Енглеска    | С        | Џош Лорент      |
| 33  | Бразил      | Г        | Рафаил          |
| 47  | Румунија    | Н        | Ђеорђје Пушкаш  |

### На позајмици
| Бр. |          | Позиција | Играч                          |
| --- | -------- | -------- | ------------------------------ |
|     | Шкотска  | Н        | Марк Макналти (Данди Јунајтед) |
|     | Енглеска | О        | Џериел Дорсет (А.Ф.К. Рочдејл) |
|     | Исланд   | Г        | Јекидл Андрјесон (Моркам)      |

| Бр. |          | Позиција | Играч                                    |
| --- | -------- | -------- | ---------------------------------------- |
|     | Белгија  | О        | Жак Снга (Мејденхед Јунајтед)            |
|     | Енглеска | Н        | Нејм Мелвин-Ламберт (Ст. Патрик Атлетик) |
|     | Енглеска | Г        | Џејмс Холден (Мејденхед Јунајтед)        |